# Xavier Preijs
Xavier Preijs (4 oktober 2005) is een Belgisch voetballer die onder contract ligt bij RWDM.

## Clubcarrière
Preijs genoot een deel van zijn jeugdopleiding bij RWDM, dat hem wegplukte bij RCS Brainois. In augustus 2024 ondertekende Preijs, die tijdens de voorbereiding op het seizoen 2024/25 geregeld zijn kans kreeg van trainer Yannick Ferrera, een profcontract tot medio 2026 bij RWDM.
Op 25 augustus 2024 maakte Preijs zijn officiële debuut voor het eerste elftal van RWDM: op de tweede competitiespeeldag van de Challenger Pro League liet Ferrera hem op bezoek bij Lommel SK in de 68e minuut invallen voor Pjotr Kestens. Preijs, van opleiding een rechtsback, werd tegen Lommel hoger op de rechterflank geposteerd door Ferrera. Na vijf invalbeurten kreeg hij op 1 december 2024 zijn eerste basisplaats in de competitiewedstrijd tegen RFC Seraing (4-4-gelijkspel).

## Clubstatistieken
| Seizoen         | Club            | Land            | Competitie      | Competitie | Competitie | Beker | Beker | Supercup | Supercup | Europees | Europees | Totaal | Totaal |
| Seizoen         | Club            | Land            | Competitie      | Wed.       | Dlp.       | Wed.  | Dlp.  | Wed.     | Dlp.     | Wed.     | Dlp.     | Wed.   | Dlp.   |
| --------------- | --------------- | --------------- | --------------- | ---------- | ---------- | ----- | ----- | -------- | -------- | -------- | -------- | ------ | ------ |
| 2024/25         | RWDM            | Vlag van België | Eerste klasse B | 7          | 0          | 1     | 0     | —        | —        | —        | —        | 8      | 0      |
| Carrière totaal | Carrière totaal | Carrière totaal | Carrière totaal | 7          | 0          | 1     | 0     | 0        | 0        | 0        | 0        | 8      | 0      |

Bijgewerkt op 16 december 2024.